# Іоанніс Травлос
Іоанніс Травлос (грец. Ιωάννης Τραυλός; 1908, Ростов-на-Дону, Російська імперія — 28 жовтня 1985, Афіни):62 — грецький археолог й архітектор.

## Біографія
Травлос народився у 1908 році в Ростові-на-Дону, у грецькій родині, яка походила з островів Наксос і Тінос.
Сім'я переїхала до Афін у 1912 році. Травлос закінчив школу, засновану Іоаннісом Варвакісом, після чого вступив на архітектурний факультет Афінського національного технічного університету, де навчався у професорів Анастасія Орландоса та Дімітріса Пікіоніса.
Закінчив Політехнічний університет у 1931 році. Працював приватним архітектором до 1934 року.
Звернення Травлоса до археології відбулося у святилищі Елефсіни, де він, працюючи багато років, під керівництвом археолога Константіноса Куруніотіса, на кресленнях святилища і «великого палацу», остаточно розв'язав питання, пов'язані з елевсінськими містеріями:63.
Травлос продовжив свою діяльність складанням планів різних археологічних майданчиків, а також відтворенням стародавніх пам'яток, співпрацюючи з археологами в розкопках на Пніксі (1931—1939), на північному схилі Афінського акрополя, на території римської Агори Афін, стародавньої Академії Платона (територія прибережного афінського муніципалітету Еллініко), стародавньої Елефсіни, на «Священній дорозі» з Афін до Елевсіни, в Мегарах (1934, 1938), в Олінфосі (1934, під керівництвом професора Д. Робінсона), на Кіпрі при відновленні стародавніх театрів Саламіна та Пафоса, а також у Палестині.
Щасливим збігом із початком діяльності Травлоса в археології було рішення «Американської школи класичних досліджень в Афінах» розпочати розкопки стародавньої агори Афін. У 1935 році «Американська школа» запросила Травлоса постійним архітектором при розкопках стародавньої агори Афін і Коринфа. Незабаром «Американська школа» надала Травлосу титул професора.
Розкопкам Афінської агори Травлос присвятив майже все своє життя (1935—1973). Місце розкопок було населеним. Багато будиночків були побудовані XIX столітті, спиралися на будівлі османського періоду, а ті, своєю чергою, на споруди візантійського періоду. Щоб дістатись стародавніх шарів, археологи були змушені руйнувати останки наступних періодів. Травлос детально, безперервно та з любов'ю зобразив усі ці багатовікові «другорядні» свідчення людського життя.
У цей період у нього дозріла думка відобразити містобудівний розвиток Афін. З роками, зібрана ним інформація, вишикувалася мозаїкою у його першій великій праці «Містобудівний розвиток Афін». У ній відбито всі містобудівні етапи Афін, від неолітичної епохи до наших днів, стала класичною.
Робота Травлоса над Афінською агорою та його книга пізніше стали передумовою для його співпраці з Німецьким археологічним інститутом Афін. Німецький інститут доручив Травлосу написати ілюстрований словник з топографії стародавніх Афін. Словник вийшов друком німецькою мовою (Bildlexikon zur Topographie des antiken Athen (1971) і, майже відразу, у 1971 році, англійською мовою:64.
Після смерті Травлоса «Таймс» писала: «Ця цінна книга допомогла усвідомити стародавнє місто як єдність, так і кожен окремий пам'ятник, більший за будь-яку іншу працю опубліковану в цьому столітті».
Значення, яке отримав «Словник» Травлоса, стало засновком того, що Німецький інститут довірив йому другу роботу, не менш значущу, але набагато складнішу: складання аналогічного словника для пам'ятників Аттики за межами Афін. Ближче до кінця життя і з ослабленням сил Травосу майже вдалося закінчити цю справу. («Джон Травлос: Bildlexikon zur Topografie des antiken Attika, Берлін, 1988, ISBN 9783803010360»).
Ще однією класичною книгою Травлоса став "Довідник стародавніх, середньовічних і новітніх пам'ятників Аттики, Мегар й островів Егіна та Саламін («Εύρετήριον τών αρχαίων, μεσαιωνικών καί νεωτέρων μ νημείων 'Αττικής, Μεγαρίδος, Αίγινας καί Σαλαμίνος»), який він склав з групою співробітників у 1965—1974 роках, і який є важливою підмогою для генерального плану розвитку сьогоднішніх Афін і регіону.
Одночасно, Травлос, дбаючи про збереження неокласичної спадщини країни, написав книгу «Неокласична архітектура Греції» (1967):65.
Деталізацією цієї теми та її поглибленням стала книга «Ермуполіс»:66.
Після смерті Костянтина Куруніотиса, Афінське археологічне товариство доручило А. Орландосу, Травлосу та Георгію Мілонасу очолити розкопки, які тривали з 1882 року в Елевсіні:106.
Робота Травлоса в Елевсіні у 30-ті роки та після 1945 року була відзначена місцевими жителями. Будиночок, в якому він жив безпосередньо на археологічному майданчику, досі називається «Будинком Травлоса».
У 1949 році Травлос зробив за вказівкою Афінського археологічного товариства розкопки при палеохристиянських пам'ятниках Афін. У 1952—1953 роках Травлоса запросили до Принстонського університету США, де він підготував креслення та плани, згідно з якими почалися роботи з відновлення Стоя Аттала.
У 1955 році Травлос став професором Афінського національного технічного університету, у 1973 році почесним професором «Американська школа класичних досліджень», а також почесним професором політехнічного факультету Університету Арістотеля у Салоніках (1974).
Як архітектор Травлос сприяв у 70-і роки археологу Манолісу Андронікосу у його розкопках у Вергіні.
Він також склав, за дорученням Міністерства публічних робіт, археологічне дослідження афінського району Плака, який знаходиться безпосередньо під Акрополем.
Іоанніс Травлос був членом «Товариства Візантійських досліджень», членом і радником Афінського археологічного товариства:105, Грецького архітектурного товариства та Німецького археологічного інституту. Взяв участь у багатьох грецьких і міжнародних з'їздах. Був двічі нагороджений орденом Фенікса: Офіцер золотого хреста (грец. Χρυσούς Σταυρός, 1956) та Великий командор (грец. Ανώτερος Ταξιάρχης,1965). Іоанніс Травлос помер в Афінах у 1985 році.

## Роботи
Деякі з опублікованих праць Травлоса:
- «Розкопки Елевсіни та Священної дороги». (Ανασκαφαί Ελευσίνος και Ιεράς Οδού).
- «Печера Пана в Дафні». (Σπήλαιον του Πανός παρά το Δαφνί, 1936—1937)[14].
- « Палеохристиянська базиліка Афінського Асклепіону». (Η παλαιοχριστιανική βασιλική του Ασκληπιείου των Αθηνών).
- «Розкопки в Афінському Олімпіоні». (Ανασκαφαί εν τω εν Αθήναις Ολυμπιείο)
- « Забудована західна сторона Афінської агори». (Η ανοικοδομηθείσα δυτική πλευρά της Αθηναϊκής Αγοράς).
- «Топографія Елевісін» (Η Τοπογραφία της Ελευσίνος).
- «Розкопки в Бібліотеці Адріана». (Ανασκαφαί εν τη Βιβλιοθήκη του Αδριανού).
- «Розкопки в Елевсіні». (Ανασκαφαί εν Ελευσίνι)
- «Палац Елевсіни». (Το ανάκτορο της Ελευσίνος)
- «Розкопки у Театрі Діоніса». (Ανασκαφαί εν τω Διονυσιακώ θεάτρω « κ. ά. σε συνεργασία με τους Κ. Κουρουνιώτη, Ι. Θρεψιάδη, Ι. Κωνσταντίνου, και Γ. Μυλωνά).
- „Три храми Артеміди“ (Τρεις ναοί της Αρτέμιδος: Αυλιδίας, Ταυροπόλου και Βραυρώνος», σε: U. Jantzen (επιμ.), Neue Forschungen zu griechischen Heiligtümern (1976) 197—205.
- «Містобудівний розвиток Афін» (Ι. Τραυλός, Πολεοδομική εξέλιξις των Αθηνών (1960), με βραβείο «Πουρφίνα», ακολορει
- «Неокласична архітектура в Греції» (Ι. Τραυλός, Νεοκλασσική Αρχιτεκτονική στην Ελλάδα, (1967))
- «Ілюстрований словник древніх Афін» (J. Travlos, Pictorial Dictionary of Ancient Athens (1971)
- «Пам'яті Георгіоса Мілонаса» (I. Tραυλός, «Φίλια Έπη» εις Γεώργιον E. Mυλωνάν, A (1986) 344—347)

Креслення Травлоса публікувались у «Археологічній газеті», в «Археологічному бюлетені», в "Протоколах Археологічного товариства, і в його археологічних роботах «Коринф» й «Олінф».